# 遲昭平
遲昭平（?—?），平原郡人，新朝末年民变领袖，女性领导人。
地皇二年（21年），迟昭平會六博），在黄河之畔的险要地区聚集了几千人，反抗王莽的统治。与山東吕母都是当时的女性民变领袖，其后事迹不详。

## 资料来源
- 《汉书》王莽传